# المقبرة الشمالية (يينا)

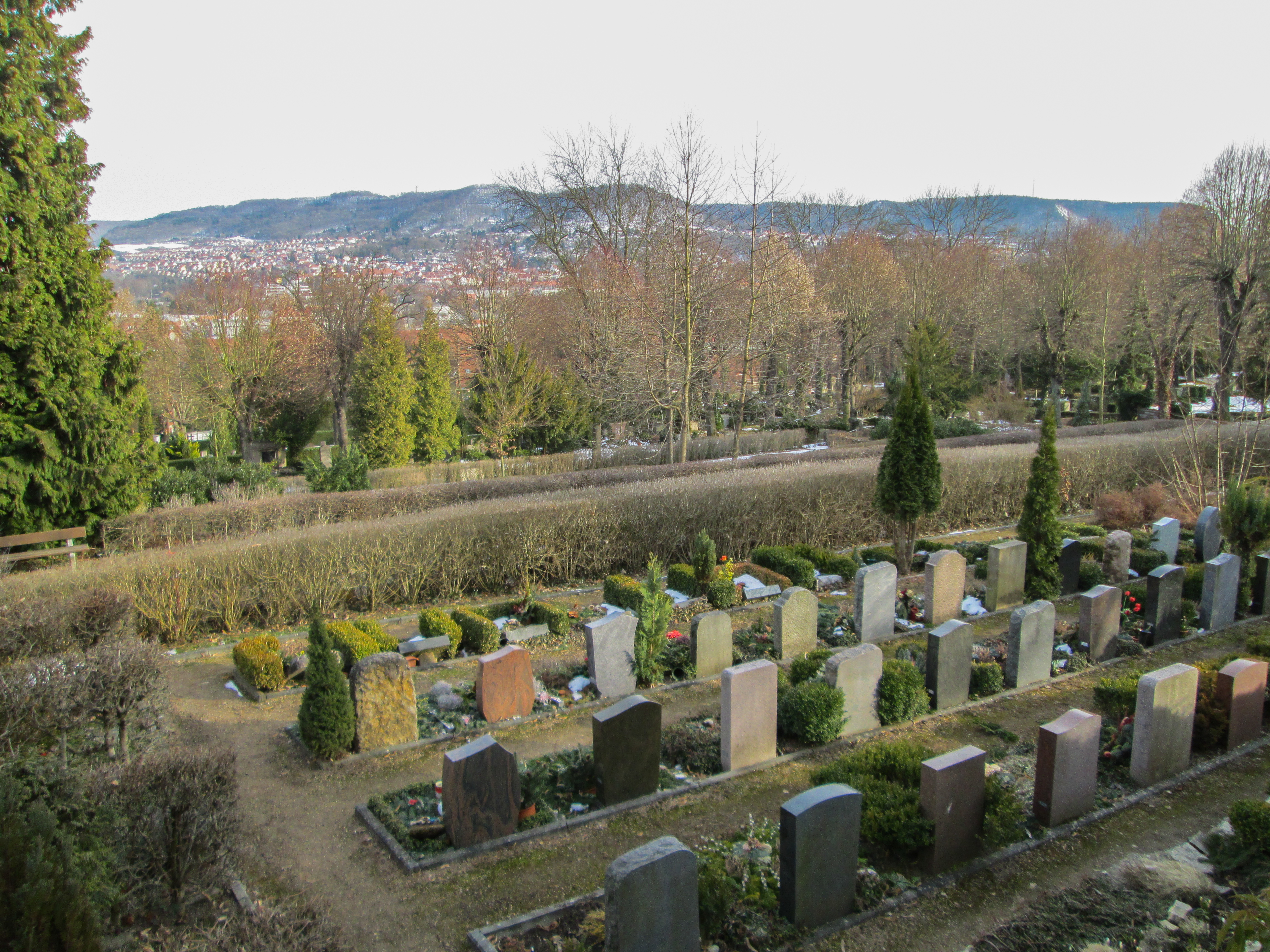
قبور في المقبرة الشمالية، وفي الخلفية تبدو مدينة يينا

المقبرة الشمالية (بالألمانية: Nordfriedhof) هي أكبر مقابر مدينة يينا الألمانية؛ إذ تبلغ مساحتها 22 هكتارًا، وتضم أكثر من 9000 قبر. دُفن فيها أول شخص سنة 1889، وأُحرقت أول جثة سنة 1898.

## من أشهر المدفونين في المقبرة
دُفن في المقبرة الشمالية العديد من مشاهير القرنين التاسع عشر والعشرين في مجالات العلوم والتجارة والسياسة والفن والثقافة، ومن بينهم:
- إرنست كارل آب (1840 ـ 1905): فيزيائي وعالم إحصاء ومستثمر ومصلح اجتماعي.
- أوتو ديفرينت (1838 ـ 1894): ممثل وكاتب مسرحي.
- يوسف إبراهيم (1877 ـ 1953): أستاذ طب أطفال مصري ألماني بجامعة يينا، وزوجته الثانية شارلوته إبراهيم (1904 ـ 1978).

## أعلام
- إرنست كارل آبي
- أوتو شوت
- ويلهلم رين
- جورج غوتز
- برنارد موريتز كارل لودويغ ريدل